# Río Cuarto (Córdoba)
Río Cuarto is een plaats in het Argentijnse bestuurlijke gebied Río Cuarto in de provincie Córdoba. De plaats telt 144.021 inwoners.
De Argentijnse luchtmacht heeft in Río Cuarto een vliegtuigonderhoudsbasis.
De plaats is sinds 1934 de zetel van het rooms-katholieke bisdom Villa de la Concepción del Río Cuarto.

## Geboren
- Agustín Calleri (14 september 1976), tennisser
- Pablo Aimar (3 november 1979), voetballer

## Galerij

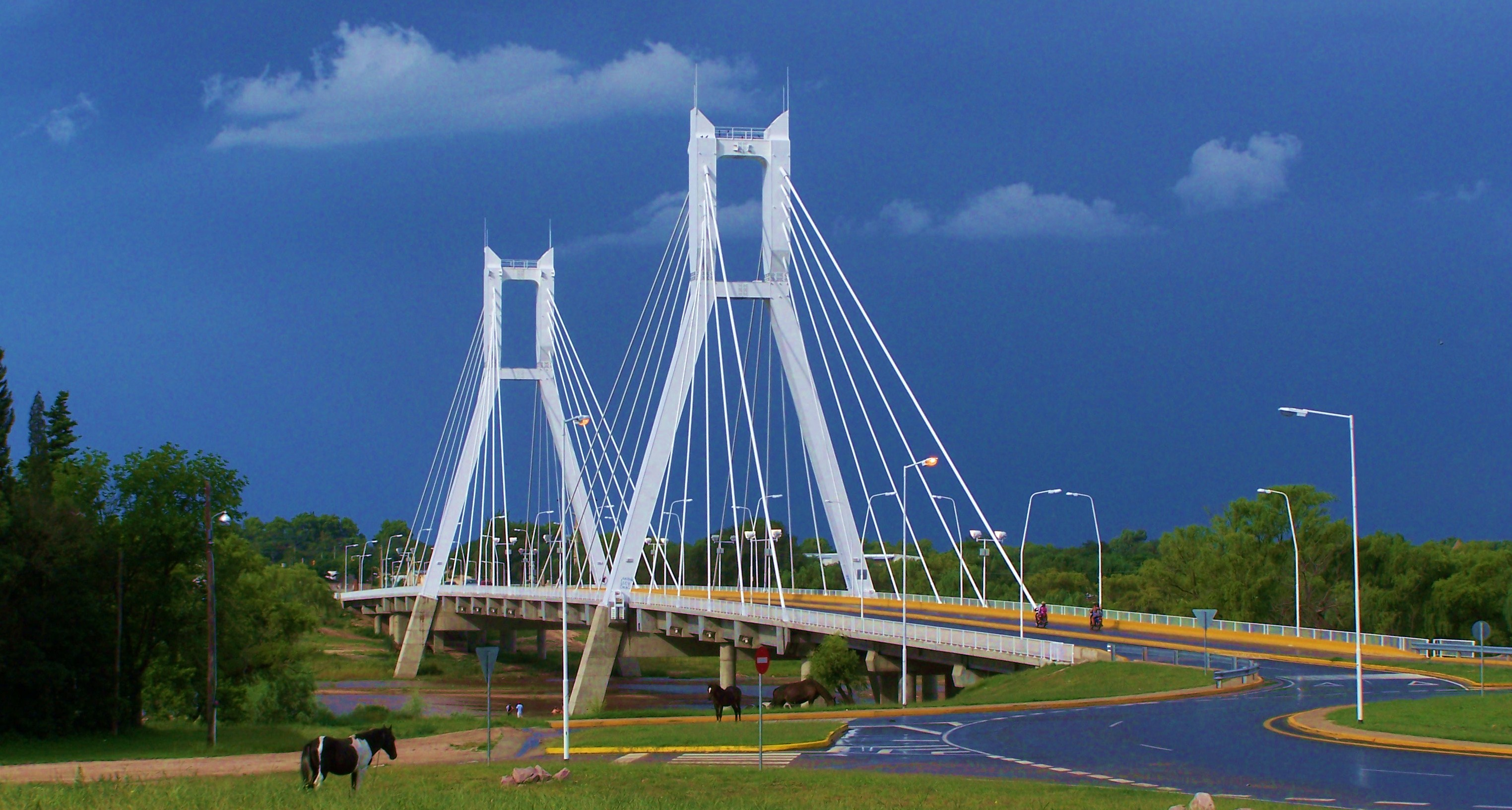
Puente Colgante
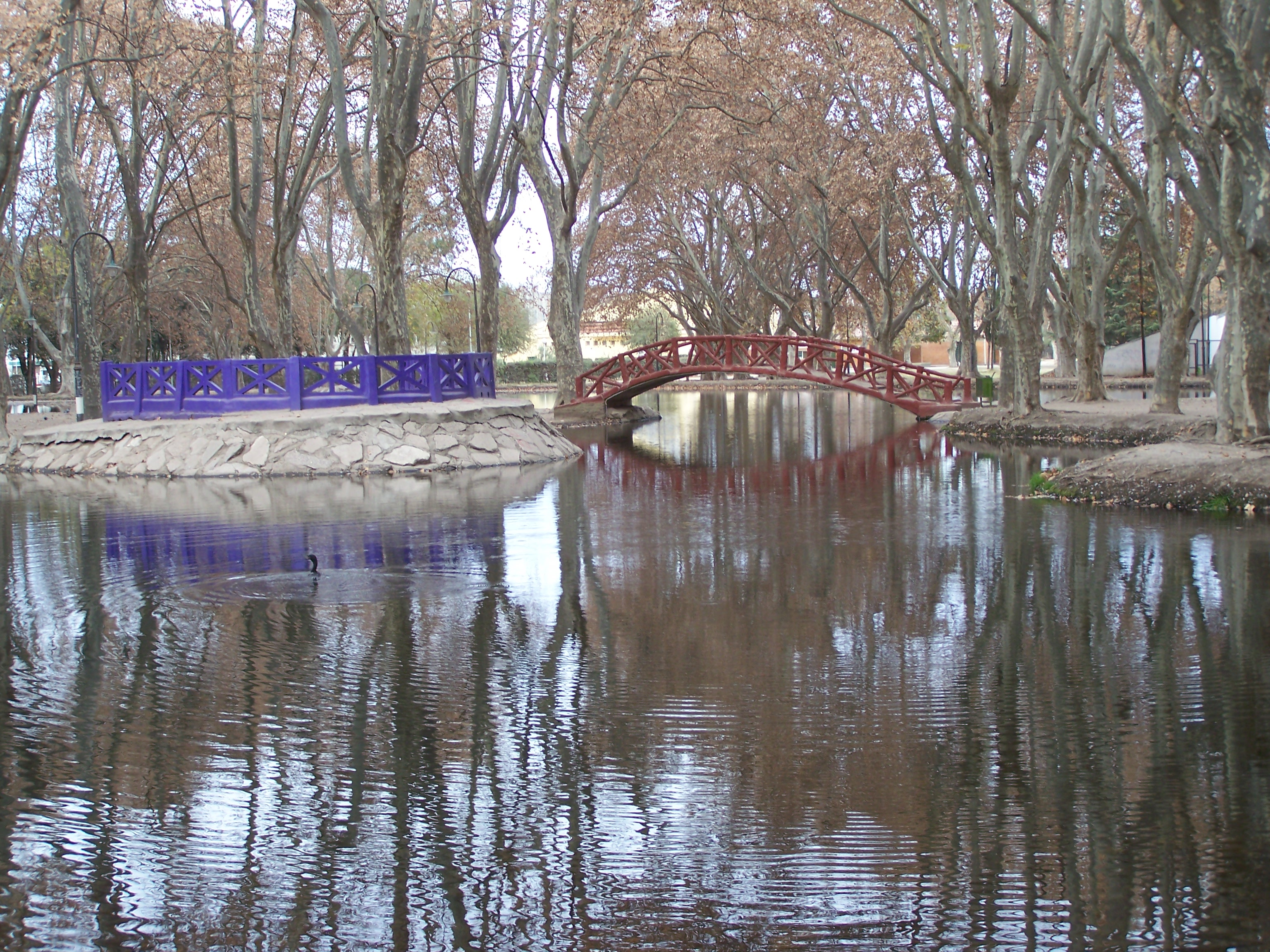
Meer in het Parque Sarmiento
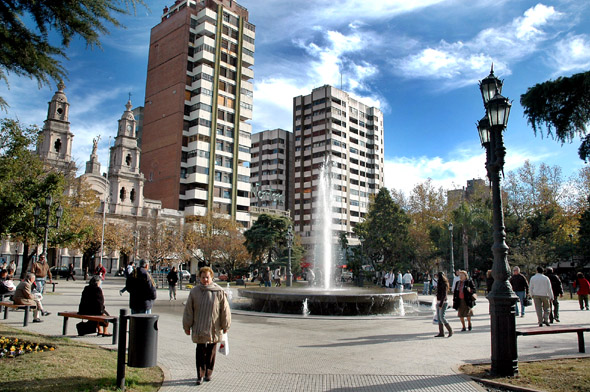
De kathedraal (links)
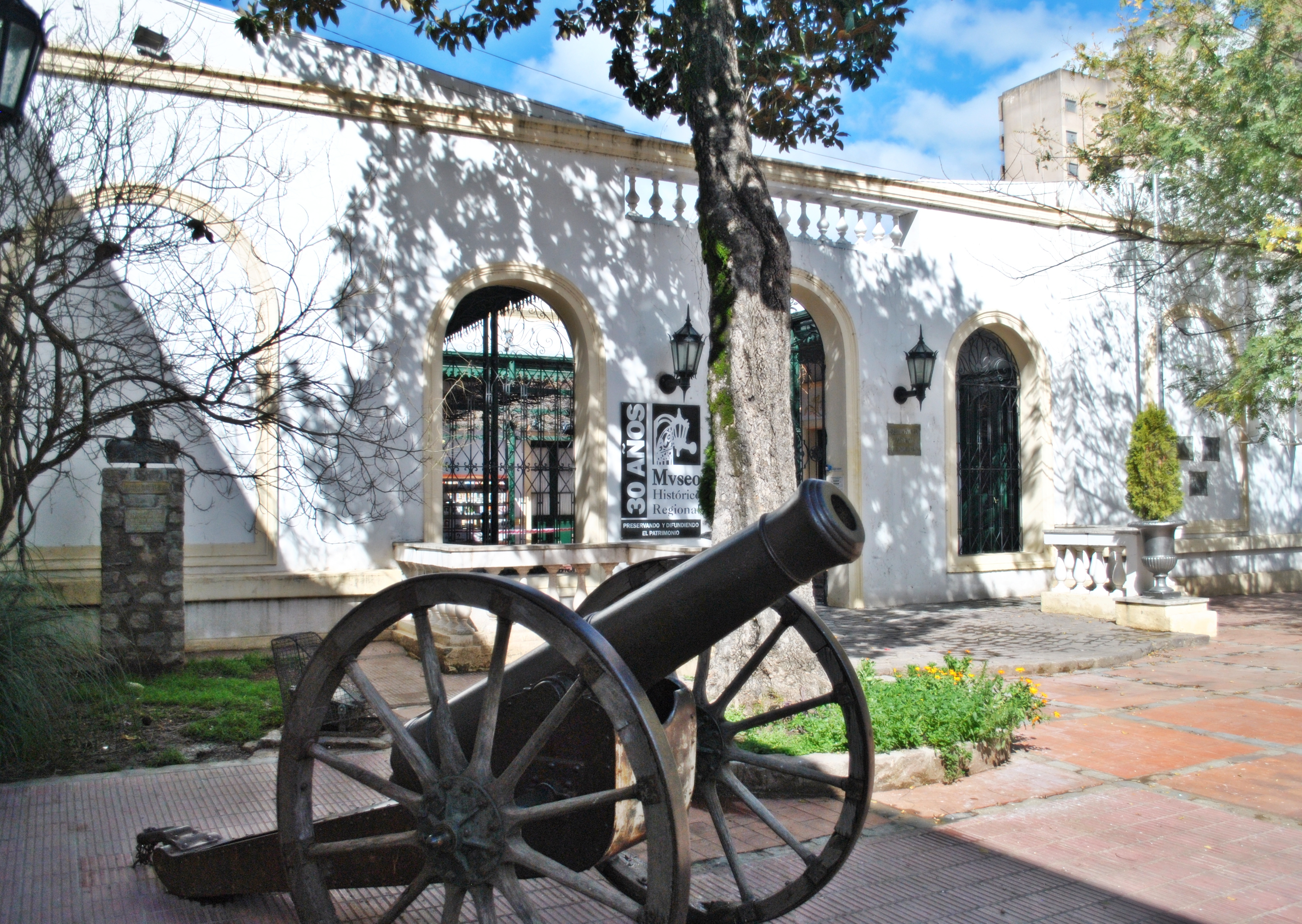